# Neoperla diehli
Neoperla diehli är en bäcksländeart som beskrevs av Ignac Sivec 1985. Neoperla diehli ingår i släktet Neoperla och familjen jättebäcksländor. Inga underarter finns listade i Catalogue of Life.